# Gaz toxique
 (juin 2017).
Si vous disposez d'ouvrages ou d'articles de référence ou si vous connaissez des sites web de qualité traitant du thème abordé ici, merci de compléter l'article en donnant les références utiles à sa vérifiabilité et en les liant à la section « Notes et références ».
Un gaz toxique est un gaz aux propriétés dangereuses pour l'homme, les gaz toxiques sont souvent utilisés en temps de guerre ou lors d'actes terroristes.
Ces gaz sont classés dans les produits de destruction massive. Leur risques peuvent être désigné sous le sigle des risques NBCE (nucléaire, biologique, chimique et explosif).
Lors de la seconde guerre sino-japonaise, l’armée impériale japonaise fut fréquemment autorisée par son quartier-général à employer des gaz de ce type à l’encontre des populations civiles et des soldats chinois.
D'autres utilisations contre des civils incluent le génocide arménien, la Shoah avec l'utilisation de chambres à gaz fonctionnant au zyklon B, le massacre des Kurdes par Saddam Hussein, ou encore l'attentat au gaz sarin dans le métro de Tokyo.
Dans certains États des États-Unis, un gaz toxique était utilisé pour exécuter la peine de mort.
La Constante de Haber permet de calculer la mortalité d'un gaz en fonction de son poids et du temps d'exposition.